# Eunidia discomaculata
Eunidia discomaculata är en skalbaggsart som beskrevs av Stefan von Breuning 1940. Eunidia discomaculata ingår i släktet Eunidia och familjen långhorningar.
Artens utbredningsområde är Kenya. Inga underarter finns listade i Catalogue of Life.